# When Cupid Slipped
When Cupid Slipped è un cortometraggio muto del 1916 sceneggiato, diretto e interpretato da Victoria Forde. Fu l'unica regia nella carriera dell'attrice che, nel 1918, avrebbe poi sposato Tom Mix.

## Produzione
Il film fu prodotto dalla Selig Polyscope Company.

## Distribuzione
Distribuito dalla General Film Company, il film - un cortometraggio in una bobina - uscì nelle sale cinematografiche statunitensi l'11 novembre 1916.